# Ängelsberg
Ängelsberg ist ein Ort (småort) in Mittel-Schweden (südliches Norrland) in der Provinz Västmanlands län und in der historischen Provinz (landskap) Västmanland. Ängelsberg liegt am See Åmänningen und am sekundären Länsväg U 668. Über den Länsväg U 664 gelangt man in den etwa acht Kilometer westlich gelegenen Hauptort der Gemeinde, Fagersta.
Die Einwohnerzahl des kleinen Ortes ist rückläufig. Während 1950 noch 445 Personen dort wohnten, waren es 1990 nur noch 106. Von diesem Tiefststand erholte sich die Zahl zwischenzeitlich wieder leicht, sank bis 2015 aber erneut nun unter 100.
Der Bahnhof von Ängelsberg ist ein kleiner Eisenbahnknoten an der Bahnstrecke Ängelsberg–Kärrgruvan und der Bahnstrecke Kolbäck–Ludvika.

## Galerie

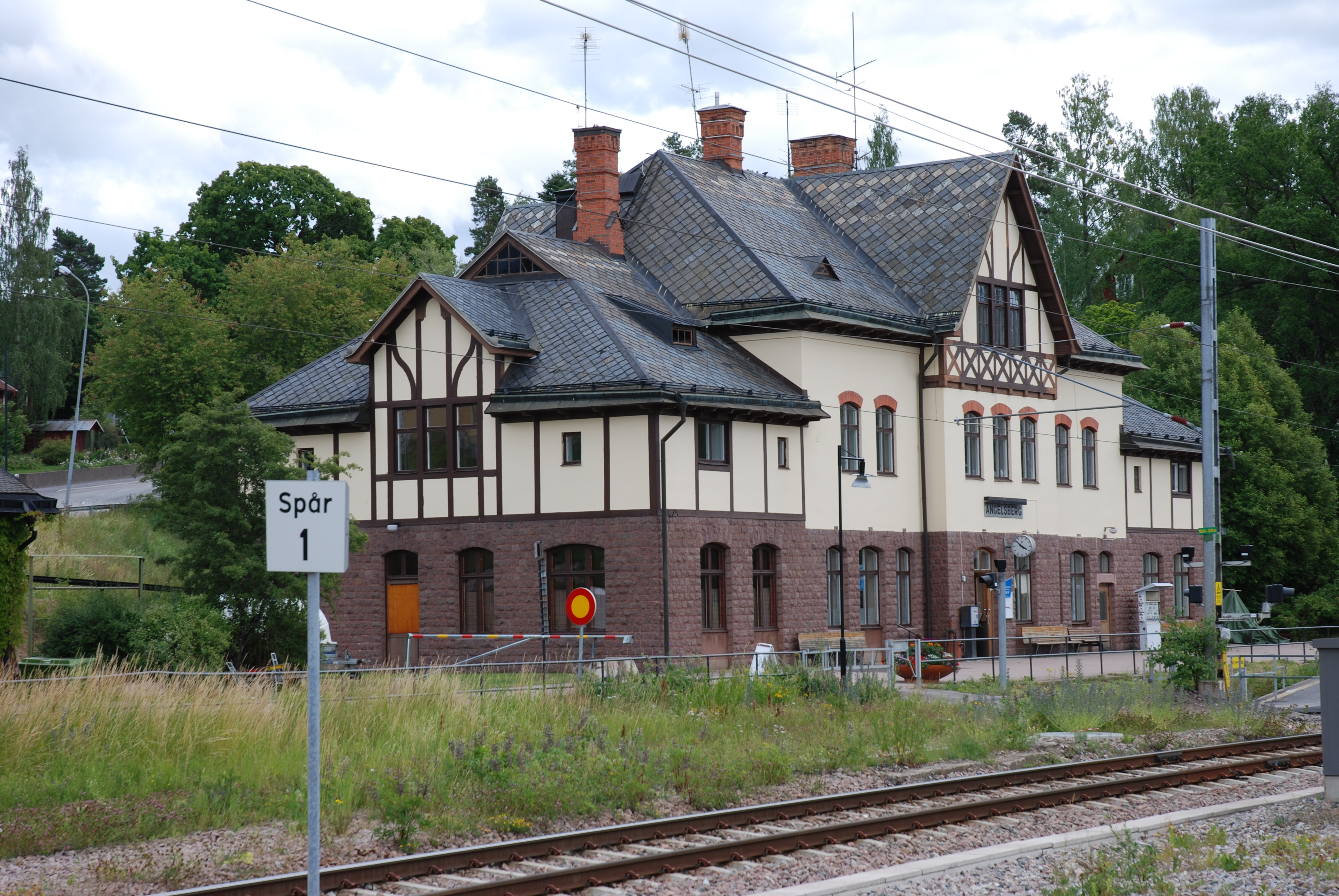
Bahnhof
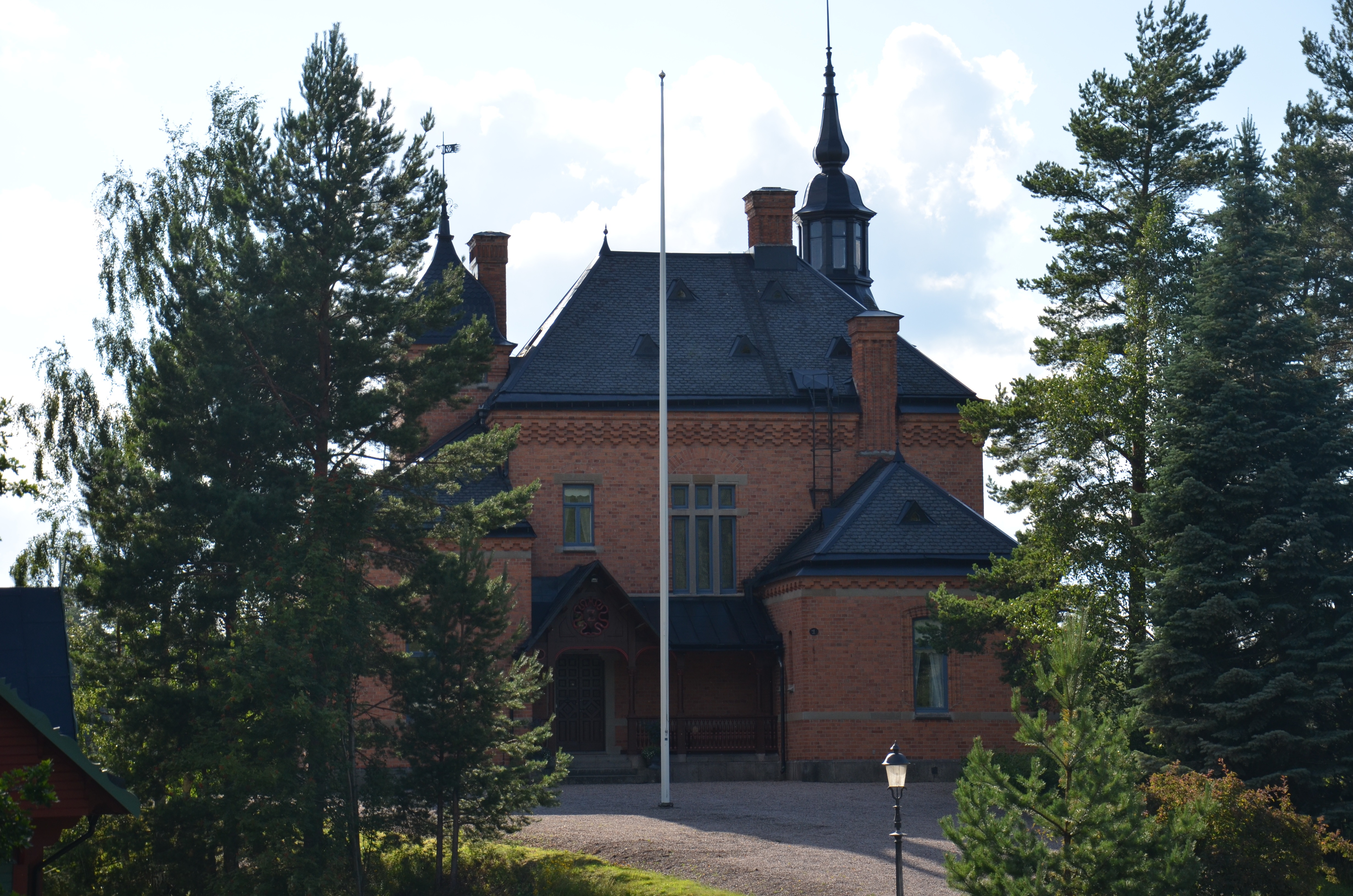
Villa Ulvaklev
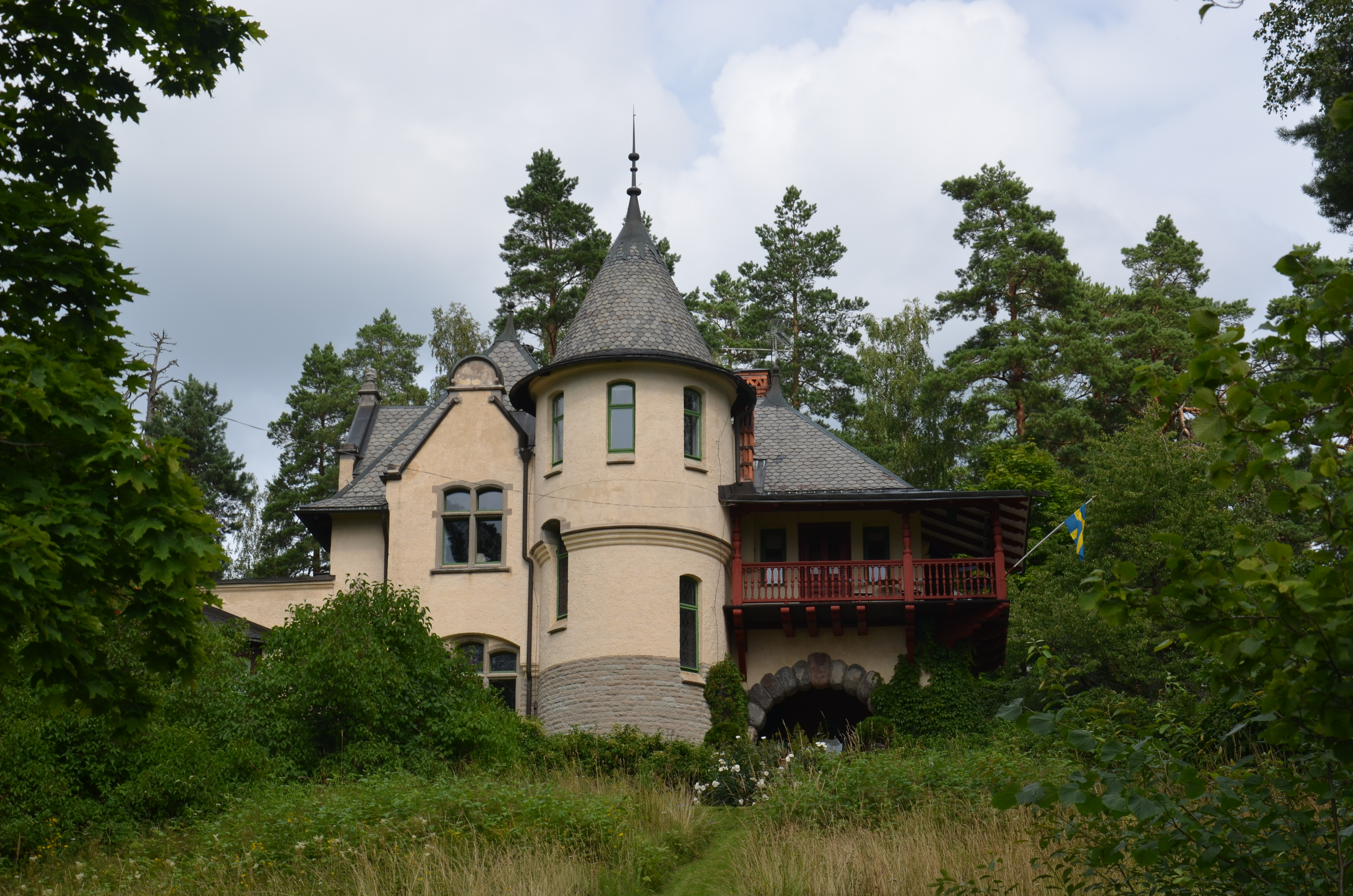
Villa Hvilan
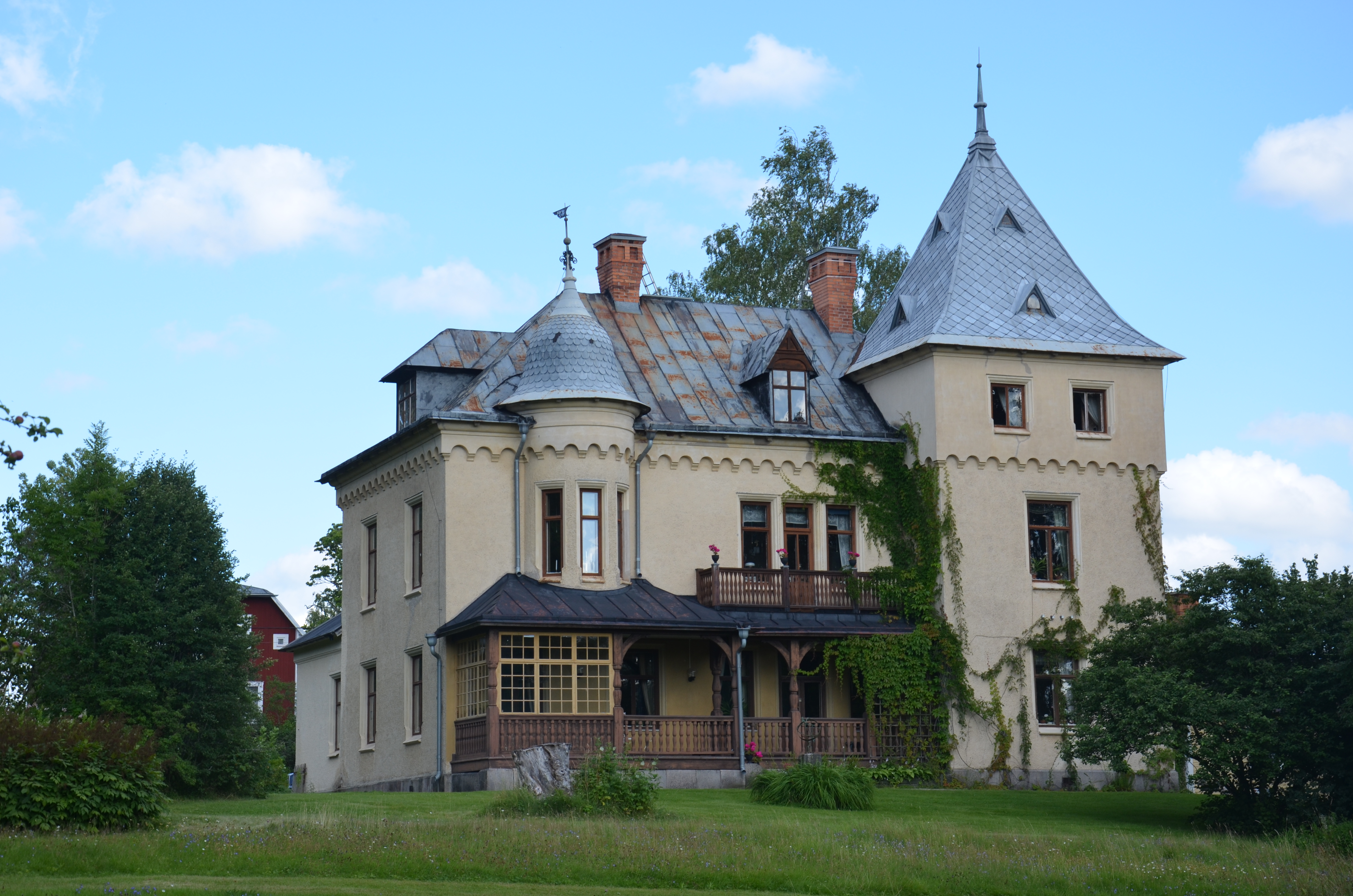
Odensnäs
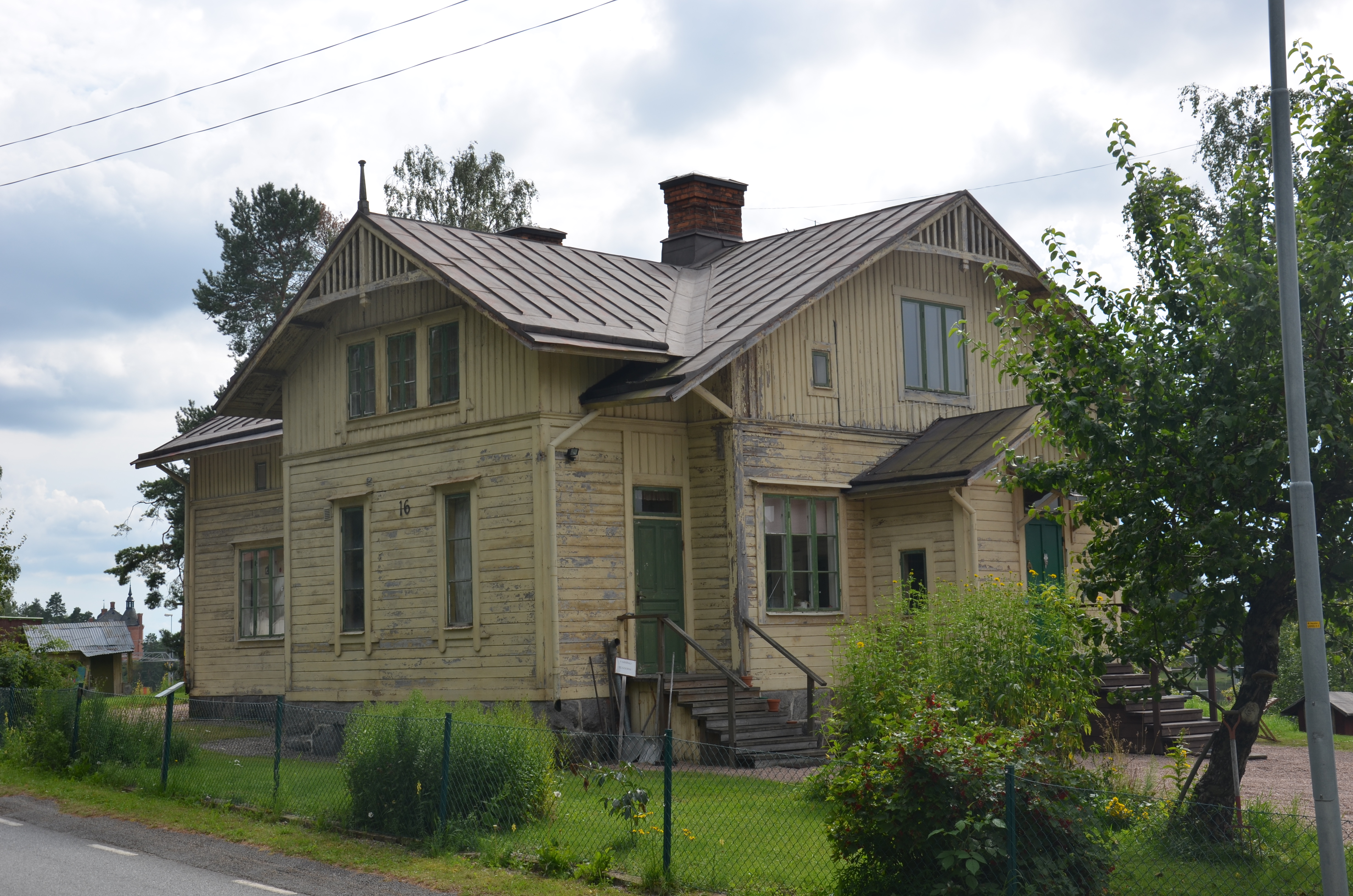
Alter Bahnhof
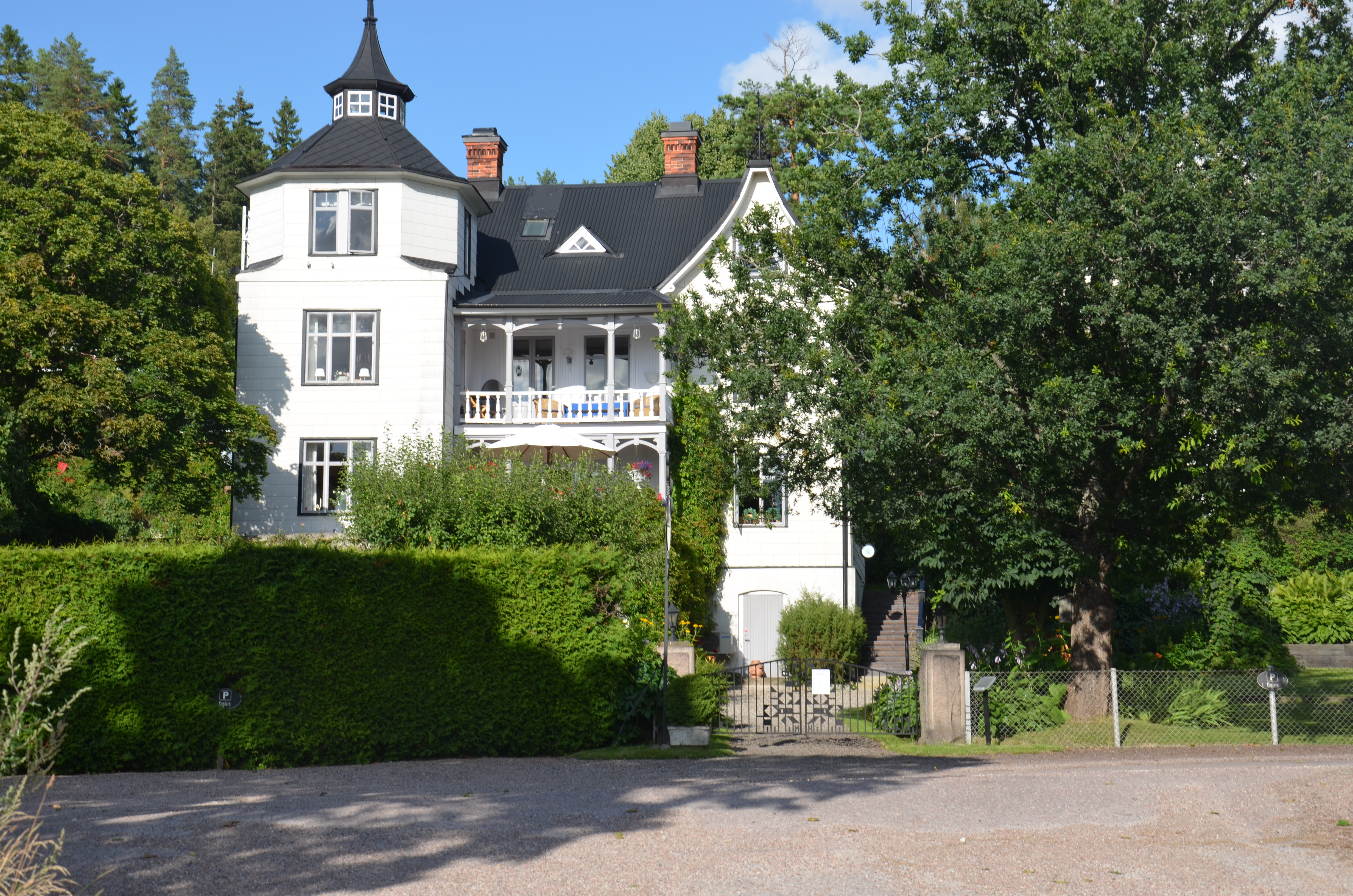
Ängelsbergs Pensionat

## Quelle
1. 1 2  Statistiska centralbyrån: Småorter 2015, byggnader, areal, överlapp tätorter, koordinater (Excel-Datei)